# Bálint Kopasz
Bálint Kopasz (n. 20 iunie 1997, Seghedin, Ungaria) este un caiacist ce a reprezentat Ungaria, medaliat olimpic. A participat la 3 ediții ale Jocurilor Olimpice (2016, 2020, 2024) în care a câștigat o medalie de bronz.